# Сельский, Владимир Александрович
Владимир Александрович Сельский (13 [25] октября 1883, Выхилевка, Хмельницкая область — 18 февраля 1951, Киев) — советский геолог и геофизик, академик АН УССР (1939).

## Биография
Родился 13 (25) октября 1883 года в селе Выхилевка на Восточном Подолье, в семье священника.
В 1909 году окончил естественно-математический факультет Киевского университета с квалификацией геолог-петрограф, был оставлен ассистентом для подготовки к профессорскому званию.
В 1910 году был приглашен ассистентом на кафедру геологии Варшавского университета. В 1911—1913 гг. по совместительству читал лекции и руководил практическими занятиями на Варшавских высших женских курсах.
С 1914 по 1917 год работал преподавателем естествознания и физики в Кисловодской мужской гимназии, где стал изучать геологию региона, затем работал инспектором, директором гимназии.
С 1921 года работал в городе Грозном. В 1921—1927 годах — проректор Грозненского нефтяного практического института (с 1922 г. — Грозненский нефтяной техникум), заведующий кафедрой геологии и петрографии, в 1928 г. — ректор. В 1928—1931 г. — заведующий геологическим отделом конторы разведок, геологоразведочным бюро треста «Грознефть». С марта 1931 г. инженер-геолог по геофизической части и подсчету запасов нефтяных месторождений Геологической группы Промысловой секции Нефтяного сектора Главтопа ВСНХ СССР.
Осенью 1931 года в результате несчастного случая лишился голени на правой ноге (ампутация).
В 1934 году — руководитель геологической группы Главнефти НКТП СССР, с 1 сентября 1935 г. работал во Всесоюзной конторе геофизических разведок, с 1936 г. — главным инженером ВКГР.
С 1939 года — руководитель отдела геофизики Института геологических наук АН УССР, с 1945 в Львове — руководитель кафедры геофизики в университете, затем в политехническом институте.
Похоронен на Новодевичьем кладбище (4 уч. 35 ряд).

## Научная работа
Основные работы посвящены вопросам петрографии, разведке нефти, миграции нефти и, главным образом, геофизическим исследованиям.
В 1926 году открыл марганцевое месторождение на Кубани.
Автор публикаций, посвященных прикладной и теоретической геофизике (опыты о происхождении и миграции нефти, обработки геофизических метод её разведки), исследованию нефтяных месторождений на Украине, Кавказе и Урале, по тектонике Днепровско-Донецкой впадины и другие.
Основные публикации:
- 1938 — Краткий курс прикладной геофизики
- 1940 — Минеральные богатства западных областей Украины
- 1941 — Очерк геологического строения нефтеносной полосы западных областей Украины.